# Reticulosphaeria indica
Reticulosphaeria indica — вид грибів, що належить до монотипового роду Reticulosphaeria.